# Oružane snage Brazila
Oružane snage Brazila (Portugalski: Forças Armadas Brasileiras) su jedinstvena vojna organizacija Brazila koja se sastoji od tri grane: Brazilske kopnene vojske, Brazilske ratne mornarice i Brazilskog ratnog zrakoplovstva. Najveće su oružane snage u Južnoj Americi, s 327.710 profesionalnih vojnika i časnika. Brazilska vojska, osobito kopnena komponenta je sve više uključena u civilne programe, edukaciju, zdravstvenu njegu i pomažu u izgradnji cesta, mostova i željeznica po cijeloj državi. Od ustava iz 1988. godine vrhovni zapovjednik Oružanih snaga Brazila je predsjednik države.
Vojna policija zajedno s Korpusom vojnih vatrogasaca se smatra vojnom rezervom. Sve grane vojske su dio ministarstva obrane.

## Vanjske poveznice
- Ministarstvo obrane Brazila - Službena stranica